# Robert Mendoze
Robert Mendoze, né à Toulon le 10 octobre 1930 et mort dans la même ville le 31 mai 2014, est un peintre français.

## Biographie
Robert Louis Mendoze est le fils de Denis Mendoze, employé des chemins de fer PLM, et de Jeanne Fargues, tous deux originaires de Toulon. Il est le frère aîné de Christian Mendoze. En 1962, il épouse Jeanine Dumas, originaire de l’Allier, dont il a un fils Christophe Mendoze.
Il manifeste très tôt de réelles aptitudes pour le dessin et à l’âge de quinze ans il intègre l’École des beaux-arts de Toulon. De 1945 à 1950, il y est l’élève d’Eugène Baboulène et d’Henri Pertus. Il se passionne pour Paul Guigou et Vincent van Gogh.
En 1950, avec des camarades de l’École des beaux-arts dont Pierre Anfosso, Jacques Burois, Monique Ducreux et Gilbert Louage, il fonde le Groupe 50 qui rassemble de jeunes peintres toulonnais ayant la passion du figuratif. Pendant quinze ans, ce groupe éphémère leur permet de se faire connaître lors de salons ou d’expositions collectives, d’abord au musée d'Art de Toulon puis partout en France,.
De 1955 à 1965, Robert Mendoze est sélectionné pour le prix du Rotary International lors du cinquantenaire à Menton, le prix de la jeune peinture méditerranéenne à Nice, le prix du Provençal au Festival d’Avignon, le prix de la ville de Toulon au Festival de Toulon, le prix Othon-Friesz à Paris et le prix Fénéon à Paris.
À Nice, il est remarqué par le marchand d’art Dezso Kellermann qui commence à lui acheter des toiles, ce que continue ensuite Michel Kellermann après avoir succédé à son père. En 1966, ses œuvres sont exposées à la galerie Armand Drouant à Paris. Il résiste néanmoins à la tentation de la capitale et préfère vivre à la campagne pour être près de la nature et peindre sur le motif.
Après son mariage, il s’établit à Sainte-Anastasie-sur-Issole où il participe activement à la vie culturelle,. Représentant de l’école toulonnaise, il se revendique figuratif et paysagiste. Il peint la campagne varoise en toutes saisons et appartient au Groupe des imagiers provençaux. Il s’intéresse aussi à l’Allier, pays de sa femme, la Bretagne et la Normandie dont la lumière égale pour lui celle de sa terre natale, sans oublier les ports de l’aire toulonnaise. Ses paysages et ses marines sont en continuelle ouverture ; il fait tenir d’immenses espaces sur des fonds de boîtes à cigares. Il donne la première place au travail sur la matière des broussailles, des roches, des feuillages, des pétales de ses fleurs préférées, roses, tournesols, iris. Il offre un au-delà du paysage, sans message ni grandiloquence, grâce à un art qui ne se soucie pas d’imiter la nature mais essaie de faire comme elle.
En 1970, le marchand d’art anglais Robert Perham s’intéresse à lui et présente ses toiles aux États-Unis ; cette collaboration dure une vingtaine d’années. En 1990, la designeuse américaine Marie Warren ouvre une galerie à Atlanta pour présenter ses œuvres et devient son agent exclusif pour les États-Unis,. Reconnu à l’étranger comme peintre postimpressionniste, ses toiles sont exposées à Atlanta, Genève, Londres, Mannheim, Monaco, Montréal, New-York et Osaka.
En 1980, tout en demeurant à Sainte-Anastasie-sur-Issole, il devient professeur de peinture à l’École municipale des beaux-arts de La Seyne-sur-Mer. Il apprend à ses élèves qu’« on peut très bien, à notre époque encore, peindre des arbres, des fleurs, tout ce qui vit autour de nous et qui est bougrement intéressant ». Ses choix portent sur le prosaïsme du sujet, la simplicité de l’objet représenté et la puissance de l’émotion qui s’en dégage.
Après son décès, grâce à son fils Christophe Mendoze qui conserve une partie de ses œuvres, de nombreuses expositions posthumes sont organisées dans la région toulonnaise,,.